# Джигарханян Армен Борисович
Арме́н Бори́сович Джигарханя́н (вірм. Արմեն Ջիգարխանյան; 3 жовтня 1935, Єреван — 14 листопада 2020, Москва, Росія) — радянський, російський і вірменський актор, театральний режисер і педагог; Народний артист СРСР (1985). Почесний громадянин Єревана. Кавалер ордена Пошани (Вірменія) (2010).

## Життєпис

### Дитинство та освіта
Народився 3 жовтня 1935 року в Ерівані (нині — Єреван) у сім'ї Бориса Якимовича та Олени Василівни Джигарханян. Походив зі старовинного роду тифліських вірмен. Батько пішов із сім'ї, коли його синові був лише місяць від народження. Уперше він побачив батька, вже ставши дорослим, коли гостював у бабусі на Новий рік, але вони майже не спілкувалися; перед самою смертю вже тяжко хворий Борис Якимович говорив, що сумує за сином і хоче попросити вибачення в нього. Армена виховував вітчим, з яким у хлопчика склалися теплі стосунки.
Ріс у російськомовному середовищі, навчався в російській школі та з однаковим старанням осягав ази вірменської та російської культур. Мати Олена Василівна працювала в Раді міністрів Вірменської РСР, була запеклою театралкою і не пропускала жодної драматичної та оперної вистави.
За словами Джигарханяна, його ранні роки припали на Другу світову війну, і дитинства в нього, по суті, не було; сім'я знімала кімнату в будинку на вулиці Спандаряна в Єревані, і в пам'яті в нього відклалося, як всією сім'єю вони рубали дрова в підвалі, як мати плакала, втративши хлібні картки.
У шкільні роки захопився театром і кіно, а після закінчення школи 1952 року вирушив до Москви та намагався вступити до ГІТІСу, але невдало. Повернувшись до Єревана, влаштувався на кіностудію «Арменфільм» помічником оператора.
1954 року вступив до Єреванського художньо-театрального інституту на акторське відділення на курс Вартана Аджемяна, керівника Вірменського театру імені Сундукяна. Але набір виявився занадто великий, і Джигарханян перейшов на курс Армена Гулакяна, який закінчив 1958 року.

### Кар'єра
На сцену актор уперше вийшов у січні 1955 року у виставі за п'єсою Віктора Гусєва «Іван Рибаков» Єреванського російського драматичного театру імені К. С. Станіславського. У трупу цього театру, де актор пропрацював понад десять років, його запросили ще студентом-другокурсником.
У 1960 році актор дебютував у кіно у фільмі «Обвал», а популярність йому принесла одна з найкращих його кіноролей — молодий учений-фізик Артем Манвелян з картини «Здрастуй, це я!». Незабаром після виходу цього фільму з'явилися нові роботи, що демонструють широту акторського діапазону, психологічну достовірність і майстерність перевтілення — коваль Уста Мукуч у «Трикутнику», Левон Погосян у драмі «Коли настає вересень», штабскапітан Овечкін у найпопулярніших «Нових пригодах невловимих», чекіст Артузов у телевізійній стрічці «Операція „Трест“», лівий есер Прошьян в історичній картині «Шосте липня», Михайло Стишний у «Журавушці». Запам'ятався глядачам і горбатий ватажок банди «Чорна кішка» Карп із телефільму «Місце зустрічі змінити не можна». Знаковим у кар'єрі Армена Джигарханяна став і телефільм «Тегеран-43», в якому актор зіграв найманого вбивцю Макса Рішара, учасника невдалого замаху на голів держав «тегеранської трійки» в роки Другої Світової. Партнерами Джигарханяна у фільмі були французька акторка Клод Жад (у ролі коханки Рішара), і німецький актор Курд Юргенс (у ролі його адвоката).
Армен Джигарханян став одним із найзніманіших акторів (понад 250 ролей у кіно- і телефільмах). На рахунку актора різнопланові ролі у фільмах найкращих радянських і російських режисерів, у стрічках різних жанрів, у комедійних і пригодницьких картинах, у драмах і музичних фільмах. Багато працював на дубляжі, озвучував мультфільми. Про останні свої ролі в кіно, часто епізодичні, говорив, що «знизив вимогливість» і «гроші хороші».
1967 року Анатолій Ефрос запросив актора до Московського театру імені Ленінського комсомолу, але незабаром його відсторонили від керівництва, і він пішов працювати другим режисером до Театру на Малій Бронній, взявши з собою десять акторів-однодумців; Джигарханян до їхнього числа не входив і продовжив грати в «Ленкомі».
1969 року на запрошення Андрія Гончарова перейшов до Московського театру імені Володимира Маяковського, де незабаром став провідним актором. Він, зокрема, грав ролі Левінсона у виставі «Розгром» у постановці Марка Захарова, Стенлі Ковальського в «Трамваї „Бажання“» і Великого Па в «Кішці на розпеченому даху» Теннессі Вільямса, Сократа в «Бесідах із Сократом» Едварда Радзинського, генерала Хлудова в «Бігу» та інших. Покинув театр у вересні 1996 року, але продовжував виступати на сцені у виставах інших театрів і в антрепризних постановках.
З 1989 по 1997 роки викладав акторську майстерність у ВДІКу, був професором.
У 1996 році зі своїм курсом заснував Московський драматичний театр під керівництвом Армена Джигарханяна, ставши його художнім керівником, а з 2005 року — директором. Театр Джигарханяна (Театр «Д») одразу посів особливе місце серед невеликих театрів Москви. На сцені свого театру зіграв яскраві ролі у виставах «Повернення додому» і «Остання стрічка Креппа»: «… Я граю Креппа — півтори години на сцені на цілковитій самоті, тільки з магнітофоном. Шкодую навіть, що немає можливості, щоб у Креппа раптом ніс, як у сифілітика, відпав — до такої міри гниє і розкладається ця людина… Я граю його без зубів — свої протези знімаю…».
Крім цього був зайнятий в антрепризних спектаклях. Грав на сцені «Ленкома» (тут артистом зіграні Генерал у виставі «Варвар і єретик» за романом «Гравець» і головний герой п'єси «Філумена Мартурано» — спектакль йде під назвою «Місто мільйонерів»).
Академік Національної академії кінематографічних мистецтв і наук Росії. Академік Російської академії кінематографічних мистецтв «Ніка».
У 2006 році взяв участь у підготовці видання книги «Автограф століття».
У 1999 році отримав грін-карту за квотою уряду США для видатних діячів мистецтва. Семикімнатний будинок в Америці подарував його шанувальник.
До 2015 року жив на дві країни: три-чотири місяці на рік — зазвичай літо і початок осені — у Гарленді під Далласом (штат Техас), а з вересня по травень — у Москві.
Уболівав за московський футбольний клуб «Спартак».

### Смерть
Помер 14 листопада 2020 року в Москві о 6 годині ранку на 86-му році життя. Причиною смерті стала зупинка серця через хворобу нирок і набряк організму на тлі інших хронічних захворювань. Актор був госпіталізований у середині жовтня, але врятувати Армена Джигарханяна не вдалося.
Церемонія прощання відбулася 17 листопада 2020 року в Московському драматичному театрі. Похований на Ваганьковському кладовищі поруч із дочкою Оленою (ділянка 29).
14 листопада 2021 року, через рік після смерті артиста, на його могилі було відкрито пам'ятник, авторами виступили скульптори Ваге і Мікаель Согояни. Прообразом для нього стала головна роль актора у виставі «Бесіди з Сократом».

## Громадянська позиція
Під час російського вторгнення в Україну в березні 2014 року Армен Джигарханян підтримав українців і порівняв дії російського керівництва з діями дурня, процитувавши вірменське прислів'я:

Дурень кинув камінь у воду, 100 розумних витягнути не можуть.

Актор заявив, що не підписував і не збирається підписувати жодних листів на підтримку Путіна, оскільки «не розуміє як росіяни і українці можуть ворогувати між собою».

## Вибрана фільмографія

### Кіно
| Рік  | Фільм                                                               | Оригінальна назва                                                         | Роль                                                     |
| ---- | ------------------------------------------------------------------- | ------------------------------------------------------------------------- | -------------------------------------------------------- |
| 1968 | Нові пригоди невловимих                                             | рос. Новые приключения неуловимых                                         | штабс-капітан Овечкін                                    |
| 1968 | На Київському напрямку                                              | рос. На Киевском направлении                                              | Іван Баграмян                                            |
| 1969 | Білий вибух                                                         | рос. Белый взрыв                                                          | лейтенант Артем Арсенов                                  |
| 1972 | Гонщики                                                             | рос. Гонщики                                                              | Вартан Вартанович                                        |
| 1972 | Літні сни                                                           | рос. Летние сны                                                           |                                                          |
| 1972 | Чоловіки                                                            | рос. Мужчины                                                              | Казарян                                                  |
| 1975 | Коли настає вересень                                                | рос. Когда наступает сентябрь                                             | Левон Погосович Погосян                                  |
| 1975 | Повітроплавець                                                      | рос. Воздухоплаватель                                                     | Олександр Купрін                                         |
| 1975 | Одинадцять надій                                                    | рос. Одиннадцать надежд                                                   | Гомес                                                    |
| 1977 | Собака на сіні                                                      | рос. Собака на сене                                                       | Трістан                                                  |
| 1978 | Ярославна, королева Франції                                         | рос. Ярославна, королева Франции                                          | митрополит Феопемпт                                      |
| 1978 | 13-й апостол                                                        | рос. 13-й апостол                                                         | Давид, директор притулку                                 |
| 1979 | Живіть довго                                                        | рос. Живите долго                                                         | Бароян                                                   |
| 1981 | Тегеран-43                                                          | рос. Тегеран-43                                                           | Макс Рішар                                               |
| 1986 | Крик дельфіна                                                       | рос. Крик дельфина                                                        | стюард                                                   |
| 1986 | За явною перевагою                                                  | рос. За явным преимуществом                                               | Трунов                                                   |
| 1987 | Раз на раз не випадає                                               | рос. Раз на раз не приходится                                             | Папашин                                                  |
| 1989 | Князь Удача Андрійович (фільм, 1989)                                | рос. Князь Удача Андреевич                                                | Касторієв                                                |
| 1990 | Анекдоти                                                            | рос. Анекдоты                                                             |                                                          |
| 1991 | Гангстери в океані                                                  | рос. Гангстеры в океане                                                   |                                                          |
| 1992 | Снайпер                                                             | рос. Снайпер                                                              | Августо Саланте                                          |
| 1992 | На Дерибасівській гарна погода, або На Брайтон-Біч знову йдуть дощі | рос. На Дерибасовской хорошая погода, или На Брайтон-Бич опять идут дожди | Кац                                                      |
| 1992 | «Чорний квадрат»                                                    | рос. Чёрный квадрат                                                       | Михайло Георгадзе, секретар Президії Верховної Ради СРСР |
| 1996 | Карнавальна ніч-2                                                   | рос. Карнавальная ночь-2                                                  |                                                          |
| 2004 | Три мушкетери                                                       | рос. Три мушкетёра                                                        | Капітан Де Тревіль                                       |
| 2005 | Несподівана радість                                                 | рос. Нечаянная радость                                                    | Василь Адамович                                          |
| 2006 | Бідна крихітка                                                      | рос. Бедная крошка                                                        |                                                          |
| 2007 | Найкращий фільм                                                     | рос. Самый лучший фильм                                                   | секретар Бога                                            |
| 2007 | Любов на вістрі ножа                                                | рос. Любовь на острие ножа                                                |                                                          |
| 2008 | Домовик                                                             | рос. Домовой                                                              | олігарх Яворський                                        |
| 2009 | Ахтамар                                                             | рос. Ахтамар                                                              | таксист                                                  |
| 2014 | Будиночок у серці                                                   | рос. Домик в сердце                                                       | дідусь                                                   |

### Телебачення
| Рік початку | Рік закінчення | Серіал                                   | Оригінальна назва                            | Роль                          | Кількість серій |
| ----------- | -------------- | ---------------------------------------- | -------------------------------------------- | ----------------------------- | --------------- |
| 1979        |                | Місце зустрічі змінити не можна          | рос. Место встречи изменить нельзя           | Карп («Горбатий»)             | 5 серій         |
| 1982        |                | Нам тут жити                             | рос. Нам здесь жить                          | Олександр Шереметьєв          | 3 серії         |
| 2003        |                | Бандитський Петербург. Фільм 4. Арештант | рос. Бандитский Петербург. Фильм 4. Арестант | кримінальний авторитет Гурген |                 |
| 2003        |                | Бандитський Петербург. Фільм 5. Опер     | рос. Бандитский Петербург. Фильм 5. Опер     | кримінальний авторитет Гурген |                 |
| 2004        |                | Моя прекрасна нянька                     | рос. Моя прекрасная няня                     | Джугашвілі                    | 1 серія         |
| 2006        |                | Хто в домі господар?                     | рос. Кто в доме хозяин?                      | дядько Ашот                   | 1 серія         |

## Фільми про Армена Джигарханяна
- 2008 — «300 облич Армена Джигарханяна» (Перший канал, автор сценарію Д. Ткачов, режисер І. Фірсова).[21]
- 2010 — «Тисяча і одна роль Армена Джигарханяна» (Перший канал, режисер Д. Трофімов)
- 2010 — «Армен Джигарханян» (з циклу «Острови») (канал «Культура», автор сценарію С. Арутюнян, режисер А. Морозов)
- 2014 — «Фатальна блондинка Джигарханяна» — телеканал НТВ.[22]
- 2015 — «Армен Джигарханян. Там, де мені добре» (Перший канал)

## Нагороди
- Заслужений артист Вірменської РСР (1966)
- Народний артист РРФСР (29.01.1973)
- Народний артист Вірменської РСР (24.01.1977)[23]
- Народний артист СРСР (06.02.1985)
- Заслужений діяч мистецтв Автономної Республіки Крим (07.05.2001) — за визначний внесок у розвиток мистецтва і культури, самобутню виконавську майстерність і високий професіоналізм[24]
- Лауреат Державних премій Вірменської РСР:
  - За участь у фільмі «Трикутник» (1975);
  - За участь у фільмі «Сніг в траурі» (1979).
- «Спецприз Оргкомітету» премії «КУМИР» 2002 року (роль Доменіко Соріано у виставі «Місто Мільйонерів» Московського театру «Ленком»).
- Всесоюзний кінофестиваль (1987, Спеціальний приз журі, фільм «Самотня Орешина»).
- Золотий орел 2008 року — Найкраща чоловіча роль другого плану «Зникла імперія».
- Лауреат Всесоюзного кінофестивалю в номінації «Премії за найкращі акторські роботи» (1987).
- Лауреат театральної Премії імені Станіславського за роль Доменіко в номінації «За найкращу чоловічу роль 2000 років».
- МКФ авторського кіно в Белграді (1977, Приз глядацьких симпатій, фільм «Коли настає вересень»)
- Нагороджений орденом «За заслуги перед Вітчизною» II ступеня (Указ Президента РФ № 1203 від 03.10.2010).
- Орден «MECENAT»
- Орден «За заслуги перед Вітчизною» III ступеня (3 жовтня 1995) — за великий особистий внесок у розвиток театрального мистецтва
- Орден «За заслуги перед Вітчизною» IV ступеня (1 грудня 2005) — за великий внесок у розвиток театрального мистецтва і багаторічну творчу діяльність.
- Орден Пошани (Вірменія) (2010)[25][26]
- Орденський знак «Рубіновий Хрест Слави» (2008, Некомерційний Фонд «Слава Вітчизни»).
- Премія «Золота маска» (2001) — за роль дона Доменіка в спектаклі «Місто мільйонерів».
- Премія «Кришталева Турандот» (2010) в номінації «За Честь і Гідність».
- Премія «Золотий Овен» (1995) — за творчий сплав життєлюбства і мудрості.
- Премія мерії Москви (1994) — за участь у виставі «Жертва століття».
- Царскосільська мистецька премія (18 жовтня 2011) — за самобутній акторський почерк і унікальний шлях у театрі і кіно.